# Lothringen!
Lothringen! è un cortometraggio del 1994, diretto da Straub e Huillet ispirato al romanzo Colette Bodauche di Maurice Barrès, più in particolare da una decina di pagine del romanzo di oltre trecento pagine. Il titolo è la parola tedesca per Lorena.